# Бор (митологија)
Бор или Бур је име личности из митологије — нордијске и грчке. 

## Нордијска митологија
Био је син Бурија, супруг Бестле, отац Одинa, Вилија и Веа. Бор је припадао древним боговима, што значи да је живео у време пре стварања света, односно када су постојали само магла, лед, ватра и понор Гинунгагап.

## Грчка митологија
Бор је такође и име неколико личности из грчке митологије:
- Био је син Перијера и Горгофоне и Полидорин супруг.[2]
- У Хомеровој „Илијади“ је описан као човек из Меоније, Фестов отац.[2]
- Краљ Месеније кога су протерали Хераклиди. Према Паусанији, био је Пентилов син и Андропомпов отац.[2]